# Juan Sarmiento de Valderrama
Juan Sarmiento de Valderrama (Vitoria, Corona de Castilla, Monarquía Hispánica c. 1590s-Santiago de Guatemala 1665) fue un militar de infantería de marina que ejerció el cargo de alcalde mayor de San Salvador desde 1636 a 1641.

## Biografía
Juan Sarmiento de Valderrama nació por la década de 1590s en la localidad de Vitoria (Corona de Castilla), siendo hijo de Juan Sarmiento Valderrama y de Mariana de Bilbao.
En su juventud, el 8 de agosto de 1619 el rey Felipe III, le haría concesión de 5 escudos de ventaja al mes para que formara parte de la armada del mar océano; por lo que el 31 de agosto de ese año comenzó a formar parte de la compañía del capitán Pedro de Narváez, y también participó del viaje que el almirante Joseph de Mena realizó desde el puerto de Cartagena a la bahía de Argel.
El 3 de junio de 1621, debido a que su hermano Pedro habría fallecido en el Virreinato de Nueva España y tenía que ir allá a recoger la herencia que le dejó, el capitán general de la armada del mar océano Fadrique Álvarez de Toledo y Mendoza le otorgó licencia para que se embarcase junto a un criado a ese virreinato en compañía del Marqués de Gelves Diego Carrillo de Mendoza y Pimentel (quien había sido nombrado como virrey de dicho territorio); él cual, ya en dicho virreinato, entre febrero y abril de 1622 le nombraría como juez de mesta (ganado) de puertos abajo del de Veracruz.
En 1624 participó en la defensa del puerto de Acapulco del ataque de piratas holandeses liderados por Hugo Shapenham; ese mismo año, acudió a la defensa de la Ciudad de México, ante la revuelta popular suscitada ese año, donde comandó como cabo a cuatro soldados para defender el parque (actualmente la alameda central de esa ciudad), en lo cual resultó con cuatro heridas y varios golpes. Posteriormente a esos sucesos ejercería como alcalde mayor de Zapotitlán.
Regresaría a España, donde el 30 de enero de 1635 el rey Felipe IV lo designaría como alcalde mayor de San Salvador; por lo que el 26 de abril de ese año se embarcaría hacia el continente americano junto con dos criados.
Llegaría a tomar posesión de su cargo como alcalde mayor para fines del año de 1635; posteriormente el 3 de junio de 1636 el presidente-gobernador y capitán general de Guatemala Álvaro de Quiñones y Osorio lo nombraría como teniente de capitán general.
Durante su mandato como alcalde mayor, el 16 de junio de 1636 el presidente de Guatemala le ordenaría destruir los ranchos que las personas afrodescendientes tenían en los poblados indígenas; y también se encargaría de reedificar la localidad de San Miguel de la Frontera. Por otro lado, la real audiencia guatemalteca le nombraría juez de bienes difuntos y de visita de obrajes y estancias de toda la alcaldía mayor; y en 1640, debido a que el puerto de Santo Tomás de Castilla estaba siendo atacado por dos naos piratas, fue como comandante de un contingente de 500 soldados para ayudar en la defensa de dicho puerto.
El 14 de abril de 1641 se comisionó al almirante Martín de Duarte (su sucesor en el cargo de alcalde mayor) para que llevase a acabó su juicio de residencia, sin embargo falleció al poco tiempo y en su lugar la real audiencia guatemalteca nombró a Antonio Justiniano Chavarri, quien efectuaría dicho juicio de residencia tanto a Valderrama como a todas las personas que desempeñaron cargos públicos durante dicho período; la sentencia de dicho juicio sería dada el 20 de junio de 1642, y Valderrama recibiría una multa de 1000 maravedíes; los trámites de dicho juicio continuaría por varios años, incluso cuando varios de los sentenciados con multas habían fallecido, finalizando completamente en 1667 cuando se envió por el puerto de Veracruz 300 tostones.
Se trasladaría a vivir a Santiago de Guatemala; en 1643 intentaría viajar a España, pero debido a que piratas habían desembarcado en la costa del puerto de Trujillo el presidente-gobernador y capitán general de Guatemala Diego de Avedaño le encomendó (debido a que seguía siendo teniente de capitán general en la Alcaldía mayor de San Salvador) que formase un contingente con soldados de San Salvador y San Miguel y fuese a defender dicho puerto, pero no pudo continuar con eso debido a que fue nombrado como teniente de capitán general Antonio Justiniano Chavarri, y a que los piratas ya habían abandonado Trujillo.
Acompañaría al fiscal real al golfo de Fonseca para intentar su fortificación. El 24 de octubre de 1648 la real audiencia guatemalteca le informaba al rey de sus servicios, y que él solicitaba que el monarca le concediese el pertenecer a una orden militar o le otorgase un oficio de justicia o renta de indígenas, debido a los gastos que había hecho en servicio a la monarquía y a que por ello tenía poco capital. Fallecería en la ciudad de Santiago de Guatemala por el año de 1665.